# Унгку Абдул Азиз
У́нгку Абду́л Ази́з (малайск. Ungku Abdul Aziz; 28 января 1922, Лондон — 15 декабря 2020, Куала-Лумпур) — малайзийский учёный-экономист. Первый генеральный директор Совета по языку и литературе Малайзии (1956—1957). В 1968—1988 годах — ректор Университета Малайя.

## Биография
Происходит из аристократической семьи. Отец — малайско-черскесского происхождения, военный офицер, мать — англичанка. Закончил английский колледж в Джохор-Бару и малайскую школу в Бату-Пахате. Высшее образование получил в Сингапуре в колледже Раффлза Университета Малайя (1951). Докторскую диссертацию защитил в Университете Васеда (Токио, Япония) в 1964 году. Первое время работал в администрации штата Джохор, в 1952—1961 гг. — преподаватель Университета Малайя (Сингапур) с перерывом один год, когда возглавлял Совет по языку и литературе Малайзии.
В 1962—1965 гг. он — профессор и декан экономического факультета Университета Малайя (Куала-Лумпур), в 1968—1988 ректор этого университета. По его инициативе в университете были созданы Ботанический сад, Музей искусства Азии, кооперативный книжный магазин. При нём начался студенческий обмен между Университетом Малайя и Институтом восточных языков (позднее Институт стран Азии и Африки) при МГУ (с 1970 года).
Автор экономического обоснования ряда промышленных проектов, более 50 книг и монографий по социально-экономическим проблемам Малайзии, консультант специализированных организаций ООН (МОТ, ЮНЕСКО, Экономической комиссии ООН для стран Азии и Дальнего Востока — ЭКАДВ).
Его имя носят средняя школа в Сабак Бернаме (Sekolah Ungku Aziz Sabak Bernam), общественный зал (Balai Ungku Aziz) и 11-е общежитие (Kolej Kediaman Ungku Aziz — KK11) в Университете Малайя.
Дочь — Зети Ахтар Азиз (р. 1947), глава центрального банка Малайзии (2000—2016).

## Награды
- Звание Королевского профессора (малайск. Profesor Diraja) (1978) (единственный в Малайзии)[5]
- Премия Японского фонда (1981)[6]
- Азиатская премия культуры Фукуока (1993)
- Звание «Выдающийся деятель исламской эры»(малайск. Tokoh Maal Hijrah) (1997) (присуждается Верховным правителем — королём Малайзии)
- Звание «Выдающийся деятель национального кооперативного движения» (малайск. Tokoh Koperasi Negara) (2002)
- Премия «Выдающемуся малайскому деятелю»(малайск. Anugerah Melayu Terbilang) (2005)
- Государственная академическая премия (малайск. Anugerah Akademik Negara) (2006)
- Национальная премия «Мердека» (2008)
- Премия Рочдейла (2009)[7]